# Frene Ginwala
Frene Noshir Ginwala (Johannesburgo, 25 de abril de 1932 - 12 de enero de 2023) fue una periodista y política sudafricana, la primera elegida en el país tras la era del apartheid para presidir la Asamblea Nacional de Sudáfrica (1994-2004). Durante sus diez años al frente del Parlamento supervisó la nueva Constitución democrática dela país y su participación fue imprescindible para la aprobación de una nueva legislación progresista y anti-segregación, clave para el futuro de Sudáfrica. Escribió varios libros que abordan diversos aspectos de la lucha contra la injusticia. Por sus esfuerzos, fue honrada por instituciones y gobiernos locales e internacionales. En 2005 recibió la Orden de Plata de Luthuli por su «excelente contribución a la lucha por una sociedad no sexista, no racista, justa y democrática».

## Biografía
Nacida en Johannesburgo el 25 de abril de 1932, Ginwala era India-Sudafricana y pertenecía a la comunidad parsi - india del oeste de la India.
De manera anónima desempeñó un papel tremendo en el establecimiento de rutas de escape subterráneas para los miembros del ANC (Congreso Nacional Africano) en el período posterior a la masacre de Sharpeville y la declaración del Estado de Emergencia (SOE) en 1960. Entre ellos se encontraban el vicepresidente del ANC, Oliver Tambo, y Yusuf Dadoo, dos líderes del movimiento de liberación. También organizó casas seguras para quienes tuvieron que permanecer en el país. Ginwala también condujo a los líderes del NIC (Congreso Indio de Natal), Monty Naicker y JN Singh, que operaban desde la clandestinidad después de lograr esquivar el ataque policial. Sus instrucciones eran viajar por la provincia y recaudar dinero de donantes secretos para ayudar a las familias que quedaron en la miseria tras el arresto de quien asumía el sostén de familia bajo la SOE que se cernió sobre el país durante cinco meses.
Finalmente tuvo que abandonar Sudáfrica a finales de 1960 y, junto con Tambo y Dadoo, crearon una oficina del ANC en el exilio en Dar es Salaam, Tanganica, que todavía estuvo bajo la administración colonial británica hasta el 9 de diciembre de 1961. El derrocamiento del Sultanato de Zanzíbar en enero de 1964 allanó el camino para la formación de la República Unida de Tanzania en 1964. Además del ANC, se dedicó a un campo de actividades muy amplio. Dio conferencias a diplomáticos en formación en la Universidad de Oxford, donde estudió su doctorado, y también escribió para varios medios de comunicación establecidos en el Reino Unido y otros lugares, incluida la BBC. Frene Ginwala jugó un papel decisivo en el establecimiento de un sistema de comunicaciones en la recién creada República Unida de Tanzania. A petición del presidente Julius Nyerere, fue redactora jefe del diario de habla inglesa Standard y Sunday News. Durante todo el período de su exilio (regresó a Sudáfrica en 1991) recorrió el mundo predicando los horrores del apartheid y la lucha contra él. Ginwala poseía títulos académicos de varias universidades de países de África y otros lugares. Era abogada ; historiadora ; era politóloga y tenía un doctorado en filosofía del Linacre College de la Universidad de Oxford.
En las primeras elecciones democráticas sudafricanas de 1994, Frene Ginwala fue elegida miembro del Parlamento de Sudáfrica. Fue nominada por el grupo de la ANC y elegida por el parlamento para asumir la presidencia de la Asamblea Nacional de Sudáfrica, puesto que asumió durante una década, de 1994 hasta 2004.
Después de jubilarse dejando la presidencia de la Asamblea Nacional mantuvo su implicación en varias organizaciones internacionales, entre ellas filiales de las Naciones Unidas, siendo fideicomisaria de la Fundación Nelson Mandela y canciller de la Universidad de KwaZulu-Natal. Ginwala fue nombrada primera rectora de esta universidad en abril de 2005. En ese momento, fue una de las cuatro únicas rectoras universitarias en Sudáfrica.
El presidente sudafricano, Thabo Mbeki, designó a Ginwala el 30 de septiembre de 2007 para llevar a cabo la investigación sobre la aptitud del Director Nacional del Ministerio Público, Vusi Pikoli, para ocupar el cargo. En general, se pronunció a favor de Pikoli, pero criticó la mala comunicación entre departamentos. También criticó al director general del Departamento de Justicia y Desarrollo Constitucional, el abogado Menzi Simelane, cuyo testimonio fue contradictorio y sin base de hecho ni de derecho. También tuvo duras palabras para el presidente Jacob Zuma por su posterior nombramiento de Simelane como Director Nacional del Ministerio Público.
Ginwala murió por complicaciones de un derrame cerebral sufrido dos semanas antes, el 12 de enero de 2023, a los 90 años

## Premios y reconocimientos
- 2003: Premio Norte-Sur[16]
- 2005: Orden de Plata de Luthuli[3]
- 2008: Orden del Sol Naciente